# Nabospionen
Nabospionen er en dansk børnefilm fra 2017, instrueret af Karla Bengtsson.

## Medvirkende
- Simone Edemann Møgelbjerg som Agathe 'AC' Christine (stemme)
- Oliver Bøtcher Herlevsen som Vincent (stemme)
- Kristine Sloth som Sanne (stemme)
- Anne-Grethe Bjarup Riis som Vincents mor (stemme)
- Søs Egelind som Varanen (stemme)
- Tommy Kenter som Kiosk-Arne (stemme)
- Dar Salim som Vincents far (stemme)
- Albert Rudbeck Lindhardt som Vincents bror
- Viggo Bengtson som Bertil (stemme)
- Harald Kaiser-Hermansen som Skaterdreng (stemme)
- Mille Lunderskov som Selfiepige (stemme)
- Annevig Schelde Ebbe som GPS-stemme